# Elmer Schoebel
Elmer Schoebel (East St. Louis, 8 september 1898 – Saint Petersburg (Florida), 14 december 1970) was een Amerikaanse jazzpianist, componist en arrangeur.

## Biografie
Schoebel begon als een pianist voor stomme films in Champaign (Illinois) en speelde van 1912 tot 1917 in de vaudeville. In 1920 speelde hij met de 20th Century Jazz Band in Chicago, die in 1921 ook Muggsy Spanier omvatte. In 1922/1923 was hij bij de New Orleans Rhythm Kings (NORK of het Friars Society Orchestra, zoals ze zichzelf toen noemden), met wie hij ook opnam. Hij leidde vervolgens zijn eigen band in 1924/1925 en speelde in 1925 in het Isham Jones Orchestra in New York. Na zijn terugkeer in Chicago speelde hij o.a. met Louis Panico en Art Kassel (1928), in 1927 met zijn eigen band, waarna hij arrangeerde voor Melrose Publishing. In 1935 was hij arrangeur voor Ina Ray Hutton en vervolgens senior-arrangeur voor Warner Brothers Publications in New York gedurende tien jaar. Van 1950 tot 1953 speelde hij met Conrad Janis, in 1958 met de Blue Steele's Rhythm Rebels en later met zijn eigen band in Saint Petersburg in Florida. Schoebel is vooral bekend als componist van verschillende jazzstandards zoals Bugle Call Rag, Nobody’s Sweetheart Now, Spanish Shawl, Farewell Blues (als co-componist), Copenhagen en Prince of Wails. Zijn enige opnamen onder zijn eigen naam uit 1929 zijn Copenhagen en Prince of Wails.

## Overlijden
Elmer Schoebel overleed in december 1970 op 72-jarige leeftijd.